# Arknoah
『Arknoah』（アークノア）は、乙一の小説である。第1巻『Arknoah1 僕のつくった怪物』が2013年7月、第2巻『Arknoah2 ドラゴンファイア』が2015年9月にジャンプ ジェイ ブックスから刊行。第1巻は2015年9月に、第2巻は2018年6月に集英社文庫にて文庫化された。

## 概要

### 『僕の作った怪物』
2人の兄弟の弟グレイは、父が死んだ後、目つきが悪くなりクラスメイトからの酷いいじめを受け始めた。それをいさめたアールもいじめを受け始め、彼女だったジェスファーからも見捨てられる。しかし、2人は仕事をして養ってくれる母を心配させないため明るく過ごしているふりをしていた。ある時、亡き父の部屋で不思議な絵本『アークノア』を見つけた。そして、2人は家の近くの古屋敷でいじめっ子から逃れたが、迷ってしまい絵本の中の世界に迷いこんでしまった。迷い込んだ世界では、創造主によって作られた『世界』が沢山あり、その世界の住民は犯罪を起こさない限り、死んでも何回でも蘇る。アールとグレイはその世界から抜けるためにアークノア対策本部のハンマーガールと呼ばれるリゼ・リプトンや犬の頭のカンヤム・カンニャムと出会う。そして、2人は彼らと旅する中で抜け出すためには、自らの心が生んだ『怪物』を、自分たちの手で殺すしかない。そして、殺さなければ自分がアークノアで唯一の犯罪をおこしても生き返れるリゼに彼女の金槌で殺されてしまう。しかし、アールとグレイは『異邦人』であり、アークノアの人類のように生き返ることは出来ない。悪戦苦闘しながらアールとグレイは元の世界に帰るため怪物を倒す冒険に出る。